# Kunle Odunlami
Ebenezer Kunle Odunlami (5 de marzo de 1990) es un futbolista nigeriano. Se desempeña como defensa en el Rivers United de la Liga Premier de Nigeria.

## Selección nacional
Ha sido internacional con la selección de fútbol de Nigeria en 11 ocasiones.

### Participaciones en Copas del Mundo
| Mundial                        | Sede   | Resultado        | Partidos | Goles |
| ------------------------------ | ------ | ---------------- | -------- | ----- |
| Copa Mundial de Fútbol de 2014 | Brasil | Octavos de final | 0        | 0     |

### Participaciones en Campeonatos Africanos
| Copa                                    | Sede      | Resultado     |
| --------------------------------------- | --------- | ------------- |
| Campeonato Africano de Naciones de 2014 | Sudáfrica | Tercer puesto |

## Clubes
| Club                 | País    | Año       |
| -------------------- | ------- | --------- |
| First Bank           | Nigeria | 2012      |
| Sunshine Stars       | Nigeria | 2013-2016 |
| Al-Merreikh Omdurmán | Sudán   | 2016-2018 |
| Sunshine Stars       | Nigeria | 2018      |
| Gokulam Kerala       | India   | 2018      |
| Rivers United        | Nigeria | 2019-     |

## Palmarés

### Distinciones individuales
| Distinción                                               | Año  |
| -------------------------------------------------------- | ---- |
| Parte del once ideal del Campeonato Africano de Naciones | 2014 |